# Championnats arabes de natation 2012
Navigation
Casablanca 2014
La première édition des championnats arabes seniors de natation  a lieu en août 2012, à Amman, en Jordanie,,,.